# Luis Torrens
Luis Alfonso Torrens Sáez (Valencia; Carabobo, 2 de mayo de 1996) es un receptor de béisbol profesional venezolano de los New York Mets de las Grandes Ligas de Béisbol. Anteriormente jugó para San Diego Padres, Seattle Mariners y Chicago Cubs.

## Carrera

### New York Yankees
Torrens firmó con los New York Yankees como agente libre internacional el 2 de julio de 2012.Hizo su debut profesional en 2013 con los Yankees de la Liga de la Costa del Golfo. En 2014, jugó para los Charleston RiverDogs, los Yankees de la Costa del Golfo y los Yankees de Staten Island.  
En marzo de 2015, se sometió a una cirugía para reparar un desgarro del labrum en el hombro derecho, lo cual puso fin a su temporada.Regresó de la lesión en 2016 y jugó 52 partidos con Staten Island y Charleston. 

### San Diego Padres
En el draft de la Regla 5 de 2016, los Cincinnati Reds seleccionaron a Torrens de los Yankees. Inmediatamente  lo transfirieron a los San Diego.Torrens se unió al roster del Día Inaugural de los Padres cuando tenía 20 años y nunca había jugado por encima del nivel A. Junto con Héctor Sánchez, sirvió como suplente del receptor Austin Hedges durante 2017.Fue titular en 31 juegos para los Padres en general, pero vio menos tiempo a medida que avanzaba la temporada, haciendo solo 6 aperturas y 29 apariciones en el plato durante los últimos dos meses de la temporada.Torrens terminó la campaña con 20 imparables en 123 turnos al bate, incluidos 3 dobles y un triple.
Durante el entrenamiento de primavera de 2018, Torrens luchó contra una lesión en el oblicuo,  y luego fue enviado a las Misiones de San Antonio de la Liga de Texas Doble-A el 14 de marzo.Torrens jugó para los Amarillo Sod Poodles de la Liga de Texas en 2019 y fue ascendido a las ligas mayores el 16 de septiembre. 

### Seattle Mariners
El 30 de agosto de 2020, los Padres cambiaron a Torrens, Taylor Trammell, Ty France y Andrés Muñoz a Seattle Mariners por Austin Nola, Austin Adams y Dan Altavilla . En 2020, entre los dos equipos, en defensa lideró a todos los receptores de Grandes Ligas en passed balls, con 6.En 2021, Torrens bateó .243/.299/.431 con 15 jonrones y 47 carreras impulsadas en 108 juegos.
Los Marineros lo designaron para asignación el 11 de agosto de 2022.  Después de permanecer en waivers, los Marineros lo enviaron directamente a Triple-A Tacoma Rainiers. Bateó .279 en 16 juegos para Tacoma y fue ascendido a las ligas mayores el 21 de septiembre 
El 4 de octubre de 2022, Torrens logró una victoria como lanzador, lo cual fue la sexta vez que ocurre para un jugador de posición desde 1960. Lanzó la parte alta de la décima entrada, permitiendo un hit y ninguna carrera limpia contra los Tigres de Detroit.El 18 de noviembre de 2022, Torrens se convirtió en agente libre. 

### Chicago Cubs
El 25 de enero de 2023, Torrens firmó un contrato de ligas menores con Chicago Cubs. Entró en la lista de Grandes Ligas de los Cachorros cuando comenzó la temporada 2023. Torrens hizo 13 apariciones para los Cachorros, acertando 5 de 20 con 3 carreras impulsadas. Fue designado para asignación el 28 de abril. 

### Baltimore Orioles
El 3 de mayo de 2023, Torrens fue vendido a los Baltimore Orioles.Fue designado para asignación sin presentarse para Baltimore el 9 de mayo.El 14 de mayo, aprobó las exenciones y fue asignado directamente a Triple-A Norfolk Tides. Sin embargo, Torrens rechazó la asignación directa y en su lugar eligió la agencia libre.

### Washington Nationals
El 18 de mayo de 2023, Torrens firmó un contrato de ligas menores con Washington Nationals.Jugó en 19 partidos para los Rochester Red Wings Triple-A, bateando .258/.311/.470 con 3 jonrones y 13 carreras impulsadas. Optó por rescindir su contrato de ligas menores y se convirtió en agente libre el 1 de julio. 

### Seattle Mariners (segundo período)
El 30 de agosto de 2023, Torrens firmó un contrato de ligas menores nuevamente con Seattle Mariners.Después de 5 juegos con Triple-A Tacoma Rainiers, el 12 de septiembre, los Marineros lo subieron al roster de Grandes Ligas.En 5 juegos para Seattle, se fue de 8-2 (.250) sin jonrones y con una carrera impulsada. Después de la temporada, el 31 de octubre, Torrens fue eliminado del roster de 40 y enviado directamente a Triple-A Tacoma. Sin embargo, Torrens rechazó la asignación y eligió la agencia libre el 3 de noviembre. 

### New York Yankees (segundo período)

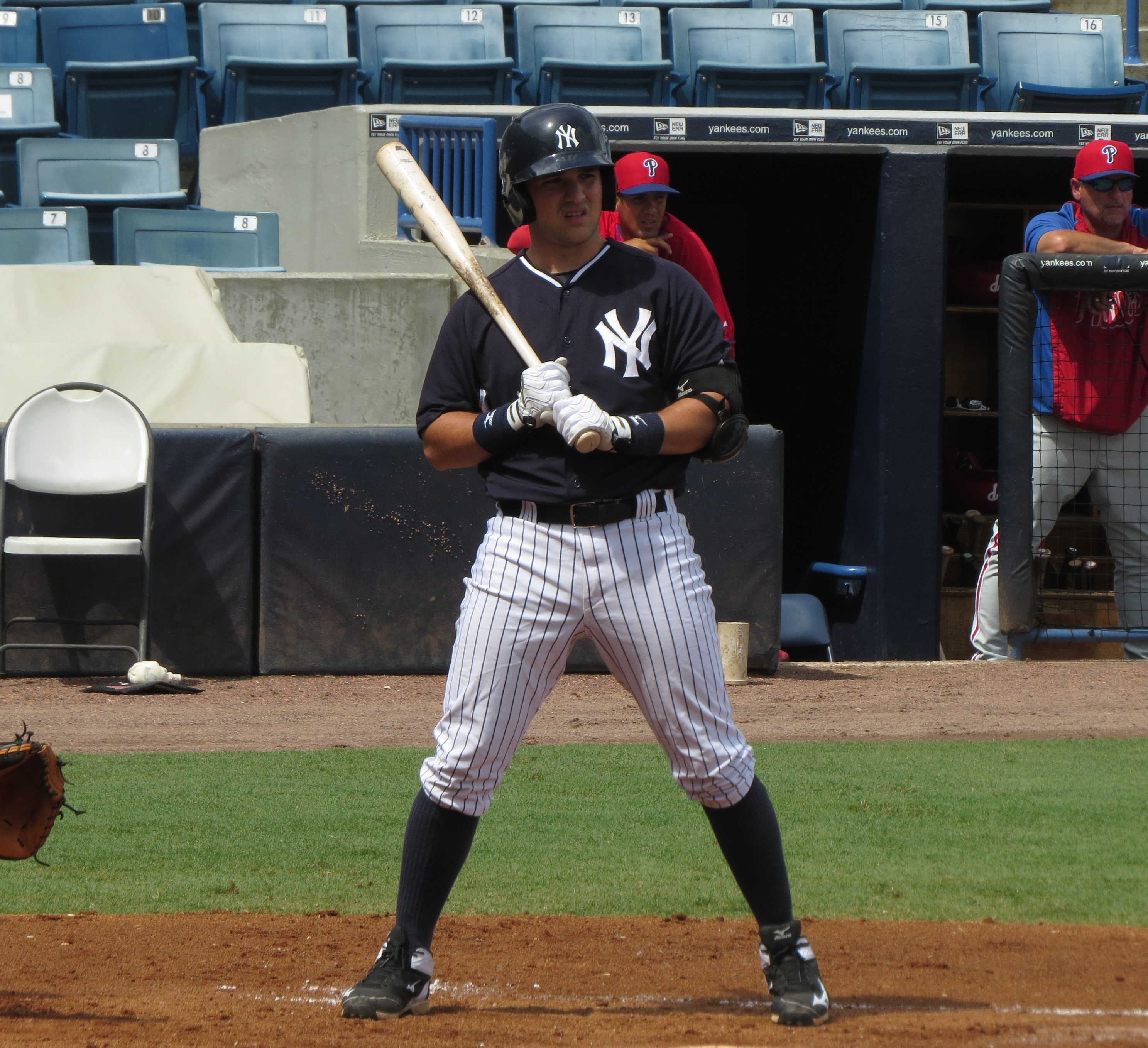
Torrens en las filiales de los New York Yankees en 2015

El 24 de enero de 2024, firmó un contrato de ligas menores con los New York Yankees.En 30 juegos para Triple-A Scranton/Wilkes-Barre RailRiders, bateó .279/.339/.469 con 5 jonrones y 19 carreras impulsadas. 

### New York Mets
El 31 de mayo de 2024, los Yankees canjearon a Torrens a los New York Mets a cambio de contraprestaciones en efectivo. Luego fue agregado al roster de Grandes Ligas del equipo. Para agosto de 2024 había participado en 25 juegos con un promedio de bateo de .304, 21 imparables, 13 remolcadas y 3 jonrones.

## En Venezuela
Luis Torrens pertenece a los Navegantes del Magallanes en la Liga Venezolana de Béisbol Profesional. Ha participado en 4 temporadas: 2017, 2018, 2022 y 2023; y en esta última se coronó campeón con los Tiburones de la Guaira.
Debutó con Magallanes en la 2017-2018. Tuvo acción en 38 partidos y bateó para .278, al conectar 39 hits, anotar 17 carreras y remolcar 18. Al siguiente año, en la temporada 2018-1019, jugó en 27 encuentros y dejó cifras ofensivas de .341 de porcentaje de bateo, 29 imparables, 12 anotadas y 16 empujadas. Tuvo participación en postemporada, donde destacó con un promedio de .292 en 24 apariciones en el plato 7 hits, 1 jonrón y 7 anotadas. Sin embargo, los Navegantes no lograron superar la semifinal.
Tuvo una destacada campaña 2023-2024 con Navegantes, en la que bateó para .273, al conectar 39 hits, con tres vuelacercas en 143 turnos, fue seleccionado en el draft de sustituciones por los Tiburones de La Guaira, con quienes se tituló campeón, y contribuyó con 4 cuadrangulares, dos en el Round Robin y dos en la final.
Con los Tiburones también fue parte del que obtuvo el título en la Serie del Caribe 2024. En la fase clasificatoria apenas bateó para .118 con 2 hits en 17 turnos, más su contribución defensiva fue destacada con un RF de 8.500 en la clasificatoria y 7.500 en la semifinal.